# The Great American Bash 2005
The Great American Bash (2005) was een professioneel worstel-pay-per-view (PPV) evenement dat geproduceerd werd door de World Wrestling Entertainment (WWE). Dit evenement was de tweede editie van The Great American Bash en vond plaats in de HSBC Arena in Buffalo (New York) op 24 juni 2005.
De belangrijkste wedstrijd was een titelwedstrijd tussen de kampioen Batista en John "Bradshaw" Layfield (JBL) om het World Heavyweight Championship. JBL won de match na een diskwalificatie van Batista.

## Matchen
| Nr.                                                                          | Match                                                                                                | Winnaar(s)                       |
| ---------------------------------------------------------------------------- | --- | -------------------------------- |
| -                                                                            | Paul London (c) vs. Nunzio in een een-op-een match voor het WWE Cruiserweight Championship           | Paul London (c)                  |
| 1                                                                            | MNM(c) vs. The Legion of Doom in een tag team match voor het WWE Tag Team Championship               | The Legion of Doom (nc)          |
| 2                                                                            | Booker T (met Sharmell) vs. Christian in een een-op-een match                                        | Booker T                         |
| 3                                                                            | Orlando Jordan (c) vs. Chris Benoit in een een-op-een match voor het WWE United States Championship  | Orlando Jordan (c)               |
| 4                                                                            | The Undertaker vs. Muhammad Hassan in een een-op-een match                                           | The Undertaker                   |
| 5                                                                            | The Mexicools vs. Blue World Order in een 6-man tag team match                                       | The Mexicools                    |
| 6                                                                            | Rey Mysterio vs. Eddie Guerrero in een een-op-een match                                              | Rey Mysterio                     |
| 7                                                                            | Torrie Wilson vs. Melina in een Bra and panties match met Candice Michelle als special guest referee | Melina                           |
| 8                                                                            | Batista (c) vs. JBL in een een-op-een match voor het World Heavyweight Championship                  | JBL; diskwalificatie Batista (c) |
| (c) huidige kampioen voor en na de match \| (nc) nieuwe kampioen na de match | |                                  |